# Розмова з ангелами (фільм)
«Розмова з ангелами» (англ. The Angelic Conversation) — британський артхаусний кінофільм, поставлений режисером-авангардистом Дереком Джарменом.

## Сюжет
У фільмі відсутній розповідний стиль, увесь текст обмежено дванадцятьма сонетами Шекспіра, які читає за кадром Джуді Денч. Сюжет складається передусім з гомоеротичних зображень і непрозорих ландшафтів, якими два чоловіки подорожують у своїх власних бажаннях.

## В ролях
| Актор           |   | Роль |
| --------------- | - | ---- |
| Крістофер Гоббс | • |      |
| Тоні Вуд        | • |      |
| Пол Рейнольд    | • |      |

## Факти
- У назві фільму Дерек Джармен посилається на ті розмови з ангелами, які нібито вели Джон Ді і його соратник по заняттях герметичною магією Едуард Келлі.
- Саундтрек до фільму було сторено британським експериментальним музичним гуртом Coil, який у 1994 році було випущено окремим альбомом[en]. У фільмі також звучить музика Бенжаміна Бріттена ("Sea Interludes") у виконанні хору та оркестру Королівського театру Ковент-Гарден.
- Фільм було показано в позаконкурсній програмі Берлінського МКФ і він отримав в цілому схвальну оцінку, хоча деякі критики і назвали його гомосексуальним кічем. Сам же Джармен вважав, що уперше зняв фільм про кохання[2].